# Carlo Lavagna (regista)
Carlo Lavagna (Roma, ...) è un regista e sceneggiatore italiano.

## Biografia
Nato a Roma, ha frequentato filosofia all'Università degli Studi di Roma La Sapienza e si è poi trasferito all'estero dove ha iniziato a realizzare video e cortometraggi.
Nel 2011 dirige il film documentario Hip Hop Diaries, che racconta la scena hip hop newyorkese, ed è poi rientrato in Italia per lavorare al suo primo lungometraggio di fiction, Arianna, presentato nel 2015 in concorso alle Giornate degli autori della 72ª Mostra del cinema di Venezia, dove si aggiudica il premio Laguna Sud per la migliore scoperta italiana e il Queer Lion 2015. Per questo film viene inoltre candidato per come miglior regista esordiente ai David di Donatello e ai Nastri d'argento.
Nel 2018 è regista della docu-serie in dodici episodi Dark Polo Gang - La serie, incentrata sul gruppo trap Dark Polo Gang, mentre nel 2020 dirige il thriller Shadows, girato in lingua inglese. L'anno successivo scrive il soggetto di Re Granchio, film di Alessio Rigo de Righi e Matteo Zoppis presentato al Festival di Cannes 2021.

## Filmografia

### Cinema
- Hip Hop Diaries (2011)
- Arianna (2015)
- Shadows (2020)

### Televisione
- Dark Polo Gang - La serie – docu-serie, 12 episodi (2018)

## Riconoscimenti
- David di Donatello
  - 2016 – Candidatura al David di Donatello per il miglior regista esordiente per Arianna
- Nastri d'argento
  - 2016 – Candidatura al Nastro d'argento al miglior regista esordiente per Arianna
  - 2022 – Candidatura al Nastro d'argento al migliore soggetto per Re Granchio (con Alessio Rigo de Righi, Matteo Zoppis e Tommaso Bertani)
- Globo d'oro
  - 2016 – Candidatura al Globo d'oro alla miglior opera prima per Arianna
  - 2016 – Candidatura al Globo d'oro alla miglior sceneggiatura per Arianna (con Carlo Salsa e Chiara Barzini)
- Mostra internazionale d'arte cinematografica di Venezia
  - 2015 – Queer Lion della sezione Giornate degli autori per Arianna